# Мару (гора)
41°51′07″ пн. ш. 141°05′31″ сх. д. / 41.85194444° пн. ш. 141.09194444° сх. д.
Гора Мару (丸山, Мару-яма) — діючий стратовулкан півострова Камеда. Він розташований у Хакодате, Хоккайдо, Японія. Гора Мару також відома як Есан Маруяма (恵山丸山), щоб відрізнити її від інших гор Мару та через її тісний зв'язок із сусідньою горою Е.

## Геологія
Гора Мару складається з нелужної мафічної вулканічної породи. Андезитовий вулкан увінчаний лавовим куполом.

## Еруптивна історія
Востаннє гора Мару була активною приблизно 200 000 років тому.